# Acetoacetil-CoA
El Acetoacetil-CoA es el precursor del HMG-CoA en la ruta metabólica del mevalonato, que es esencial para la síntesis del colesterol. También tiene un papel importante en la síntesis de cuerpos cetónicos que se produce en el hígado, sobre todo en pacientes con diabetes mellitus, ya que una deficiencia aguda de insulina conduce a una estimulación de la lipólisis y de la gluconeogénesis, y este aumento de acetil-CoA procedente de la β-oxidación de los ácidos grasos, provoca una acumulación en el hígado que condensa mediante la enzima mitocondrial 3-cetotiolasa a acetoacetil-CoA, que puede luego derivar en los cuerpos cetónicos.